# Duninowo
Duninowo (deutsch Dünnow) ist ein Dorf in der polnischen Woiwodschaft Pommern und gehört zur Landgemeinde Ustka (Stolpmünde) im Powiat Słupski (Stolper Kreis).

## Geographische Lage
Das Kirchdorf liegt in Hinterpommern, sechs Kilometer südwestlich von Ustka (Stolpmünde) und vier Kilometer südlich der Ostsee. Die Häuser des als Zeilendorf angelegten Ortes liegen beiderseits des Mühlbachs, der zum Muddel-See abfließt.
Nachbarorte sind: im Westen Modła (Muddel), im Norden Lędowo (Lindow) und Wodnica (Hohenstein), im Osten Pęplino (Horst) und im Süden Starkowo (Starkow) sowie Golęcino (Gallenzin).

## Geschichte

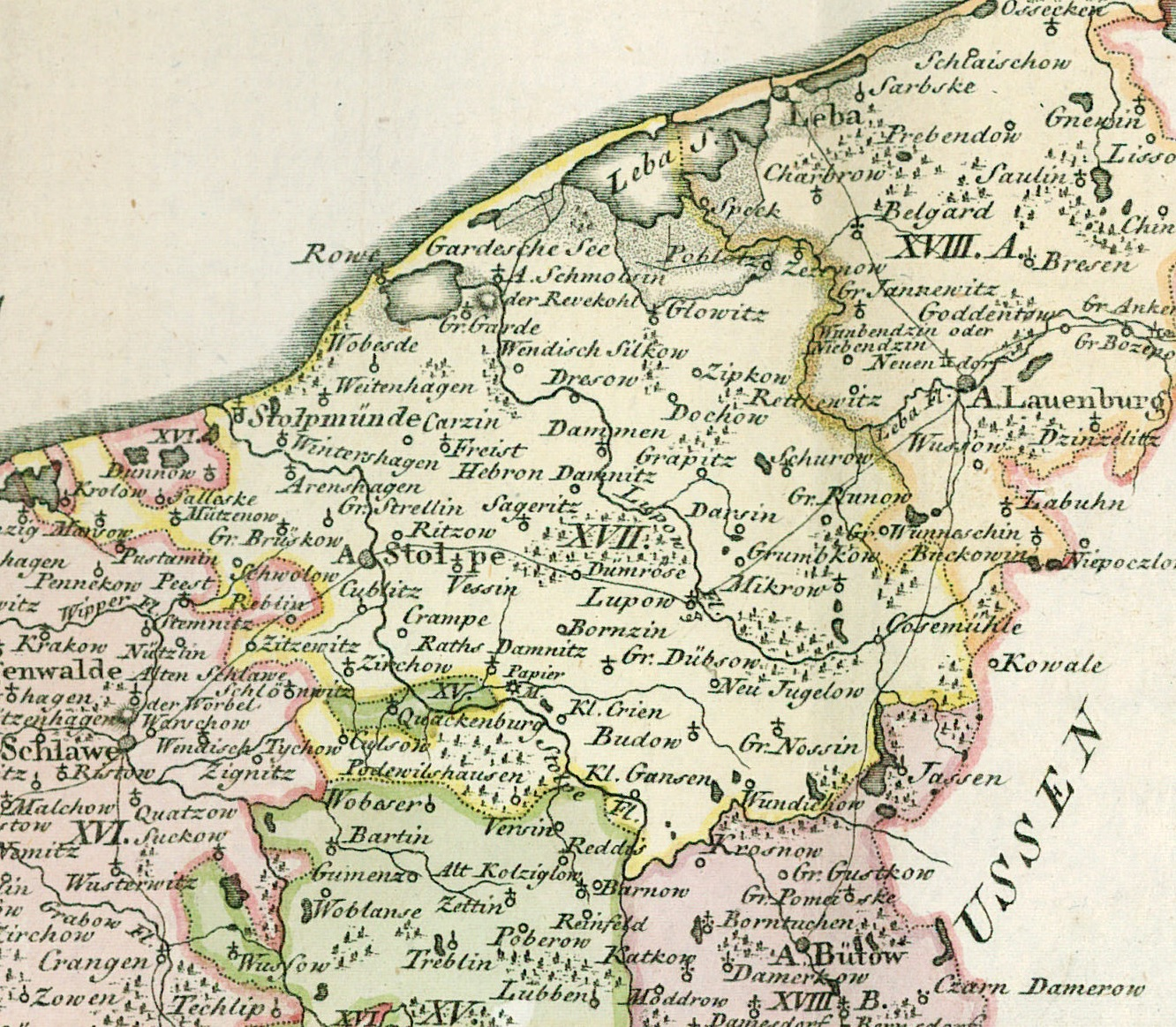
Dünnow, Kirchdorf, südwestlich von Stolpmünde an der Ostsee, links der Stolpe und nordwestlich der Stadt Stolp (früher Stolpe geschrieben), auf einer Landkarte von 1794.

Kirchdorf Dünnow, südwestlich von Stolpmünde, auf einer Landkarte von 1910.

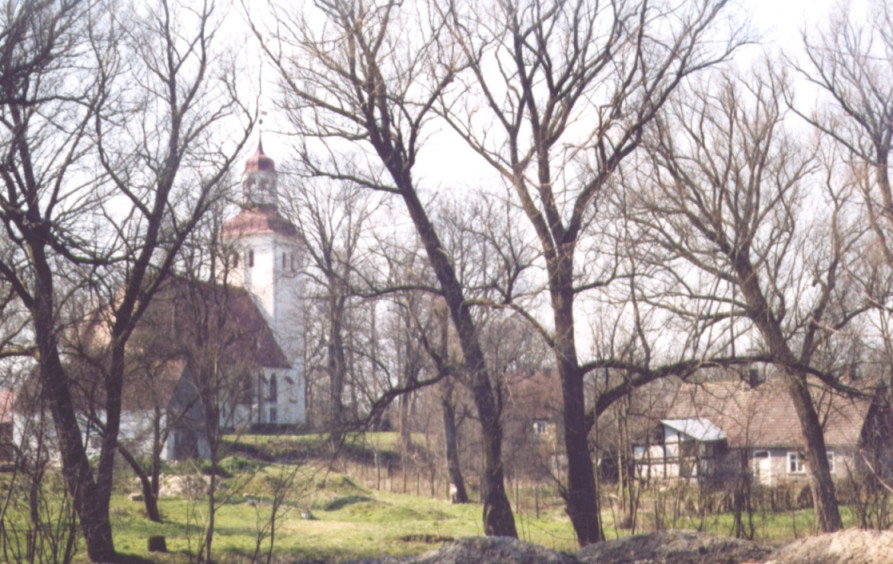
Dorfansicht (2005)

Im Jahre 1337 wurde der Ort Dunnowe, später Dunnow und Dunow genannt. Im Volksmund erklärte man sich den Namen als aus „Dünenaue“ entstanden, womit das weite, fruchtbare Land hinter den Dünen gemeint war. Im Jahre 1355 erhielt Friedrich Krümmel im Tausch die Güter Dünnow, Muddel, Lindow, Horst und Starkow als Lehen. 1544 empfingen Christoph und Wulf Krümmel von Herzog Barnim IX. von Pommern-Stettin ihre Lehen, zu dem das Gut Horst nicht mehr gehörte. Die Sage erzählt, dass Wulf Krümmel „dem Gott Gnade“ zur Sühne für den von ihm verübten Priestermord seinen Besitz in Horst (und auch Starkow) an das Kloster Gallenzin hat abtreten müssen. Das Geschlecht Krümmel erlosch im Jahre 1602 im Mannesstamm. Die Dörfer Dünnow, Lindow und Muddel fielen an die Familie von Below. Sie besaß Dünnow von 1610 bis 1843.

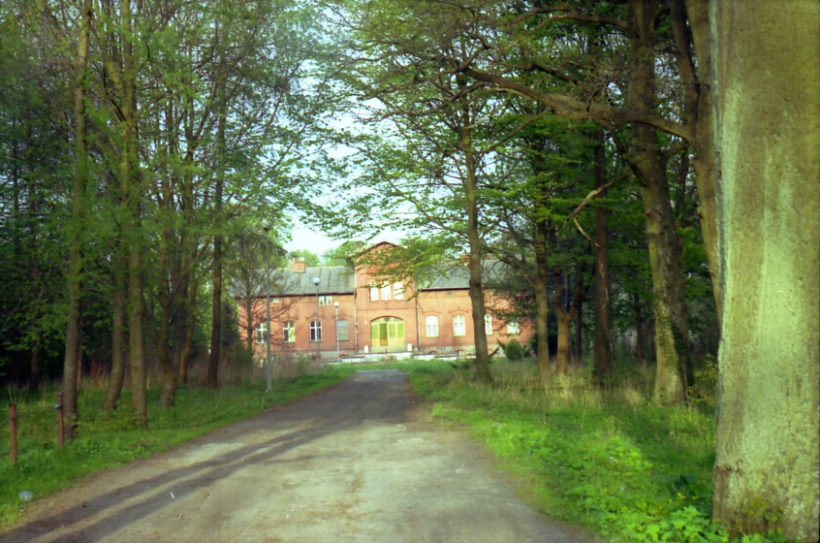
Ehemaliges Gutshaus Dünnow (2003)

Im Jahre 1782 waren in Dünnow zwei Vorwerke, eine Wassermühle, eine Windmühle, ein Prediger, ein Küster, zehn Bauern, sechs Kossäten, ein Krug und eine Schmiede bei insgesamt 53 Feuerstellen (Haushalten). 1817 begann die Regulierung der gutsherrlichen und bäuerlichen Verhältnisse. Die Bauern und Kossäten konnten aufgrund der königlichen Bestimmungen nur „Teilung zur Hälfte“ geltend machen.
Karl Friedrich Wilhelm von Below verkaufte die Güter Dünnow, Lindow und Muddel 1843 an Otto Franckenstein. Dieser veräußerte sie 1857 an den Herzog Alfred von Croÿ, pachtete sie jedoch zugleich zurück. 1863 übertrug Otto Franckenstein die Pachtung an seinen Schwiegersohn, den Königlichen Ökonomierat Leo Scheunemann. Ihm folgte von 1904 bis 1946 als letzter Gutspächter dessen Sohn Major Bernhard Scheunemann.
Am 1. April 1927 hatte das Gut Dünnow eine Flächengröße von 577 Hektar, und am 16. Juni 1925 hatte der Gutsbezirk 239 Einwohner. Am 30. September 1928 wurde der Gutsbezirk Dünnow in die Landgemeinde Dünnow eingegliedert.
Anfang der 1930er Jahre hatte die Landgemeinde Dünnow eine Flächengröße von 10,9 km². Innerhalb der Gemeindegrenzen standen insgesamt 106 bewohnte Wohnhäuser an acht verschiedenen Wohnstätten:
1. Dickenort
2. Dünnow
3. Fahnenhorst
4. Hirtenberg
5. Lanken
6. Neu Dünnow
7. Pamplin
8. Schmidtsche Mühle

Im Jahre 1939 zählte Dünnow 685 Einwohner in 178 Haushaltungen, verteilt auf 106 Wohnhäuser. Die Gemeindefläche umfasste 1089 Hektar, wovon zum Gut 578 Hektar gehörten. Außer dem Gut gab es in Dünnow 89 bäuerliche Betriebe. Handel, Handwerk und Kunst waren durch 13 Betriebe vertreten, darunter bis 1906 die über Pommerns Grenzen hinweg bekannte Orgelbauanstalt Völkner.
Vor 1876 hatte der Bezirk mit Dünnow zum Landkreis Schlawe i. Pom. gehört und kam dann zum Kreis Stolp. Bis 1945 bildete Dünnow eine Landgemeinde im Landkreis Stolp im Regierungsbezirk Köslin der preußischen Provinz Pommern des Deutschen Reichs. Dünnow war Sitz eines Amtsbezirks sowie eines Standesamts. Gendarmeriebezirk war Stolpmünde, Amtsgerichtsbezirk Stolp.
Gegen Ende des Zweiten Weltkriegs trafen in den ersten Märztagen 1945 in Dünnow wie in allen Dörfern der Region fortwährend Flüchtlingsströme aus Ost- und Westpreußen ein. Als die Rote Armee sich Dünnow näherte, wurde Räumungsbefehl erteilt. Dieser Befehl konnte nur begrenzt befolgt werden, da die Straßen von Flüchtlingstrecks verstopft waren und schon kurz danach sowjetische Truppen den Ort erreichten. Ende März mussten die Bewohner Dünnow verlassen und suchten im Wald von Birkow und weiter in Stolp Schutz. Viele Einwohner kehrten dann wieder in ihr Heimatdorf zurück. Nach Beendigung der Kampfhandlungen wurde die Region zusammen mit ganz Hinterpommern seitens der sowjetischen Besatzungsmacht der Volksrepublik Polen zur Verwaltung überlassen. Wenige Monate später kamen Polen und drängten die Dorfbewohner aus ihren Häusern und Gehöften. Dünnow wurde unter der polonisierten Ortsbezeichnung ‚Duninowo‘ verwaltet. Zwischen dem 8. Juni und dem 9. November 1946 wurde die gesamte einheimische Bevölkerung von der polnischen Administration vertrieben. 
Später wurden in der Bundesrepublik Deutschland 275 und in der DDR 194 aus Dünnow vertriebene Dorfbewohner ermittelt.
Das Dorf ist heute ein Ortsteil der Gmina Ustka im Powiat Słupski der Woiwodschaft Pommern (1975–1998 Woiwodschaft Słupsk).

## Kirche

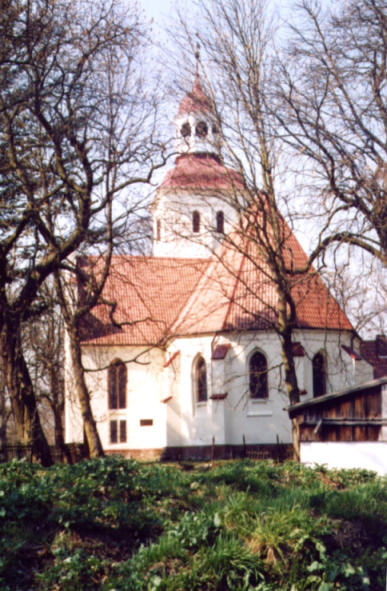
Dorfkirche, bis 1945 Gotteshaus der evangelischen Gemeinde Dünnow

Die Dorfkirche mit Turm und Choranbau ist im 14. Jahrhundert auf Feldsteinfundamenten aus Ziegeln errichtet worden. 1878 wurde ein Erneuerungsbau eingeweiht. Auf der im 19. Jahrhundert vorhandenen Glocke waren die Jahreszahl 1619 angegeben und der Name des Glockengießers: Mertin Preger.
Das evangelische Gotteshaus wurde nach 1945 zugunsten der Katholischen Kirche in Polen zwangsenteignet und vom polnischen katholischen Klerus ‚neu geweiht‘.

### Polnisches Kirchspiel seit 1945
Die seit 1945 und Vertreibung der einheimischen Dorfbewohner anwesende polnische Einwohnerschaft ist überwiegend katholisch.
Die wenigen evangelischen Kirchenglieder werden vom Pfarramt der Kreuzkirche in Stolp in der Diözese Pommern-Großpolen der Evangelisch-Augsburgischen Kirche in Polen betreut.

## Schule
Erster Küster und Lehrer in Dünnow war Peter Neumann, der bis 1656 im Amt war. Zwischen 1843 und 1867 gründeten die Separatisten eine zusätzliche Privatschule. 1896 erhielt die Dünnower Schule eine zweite Lehrerstelle.
Im Jahre 1932 bestand in Dünnow eine dreistufige Volksschule mit drei Klassen, zwei Lehrern und 99 Schulkindern. Die Schüler aus  Neu Dünnow gingen in Horst zum Unterricht.

## Verkehr
Das Dorf liegt an der Woiwodschaftsstraße 203, die von Ustka (Stolpmünde) über Darłowo (Rügenwalde) nach Koszalin (Köslin) führt. 
Bis 1945 war der Ort Bahnstation an der Reichsbahnstrecke 111p Schlawe – Pustamin – Stolpmünde. Heute ist der nächste Bahnhof in Ustka an der PKP-Strecke 405 Ustka – Słupsk – Miastko (Rummelsburg) – Szczecinek (Neustettin) – Piła (Schneidemühl).

## Persönlichkeiten des Ortes
- Bernhard Todt (1829–1891), Altphilologe und Gymnasiallehrer, Provinzialschulrat in Hannover und Magdeburg
- Wilhelm Granzow (* 1885 im Dünnower Ortsteil Pamplin; † 1945), pommerscher Portrait- und Landschaftsmaler, Schöpfer des Wappens von Stolpmünde (1922)
- Christian Friedrich Völkner (* 1831 in Dünnow; † 31. Juli 1905 in Dünnow) und sein Sohn Paul Völkner, Gründer und Eigentümer der Orgelbauwerkstatt Völkner (1859–1906), die Dünnow zu einer ostpommerschen Heimstätte deutscher Orgelbaukunst machten
- Gustav Knak (* 1806; † 27. Juli 1878 in Dünnow), lutherischer Theologe, Erweckungsprediger und Kirchenlieddichter